# Machine Learning (revue)
Pour l’article homonyme, voir Machine learning.
Machine Learning est une revue scientifique révisée par les pairs traitant d'apprentissage automatique, publiée depuis 1986.
En 2001, quarante éditeurs de Machine Learning ont démissionné afin de soutenir Journal of Machine Learning Research, disant qu'à l'ère de l'Internet, il était préjudiciable pour les chercheurs de continuer à publier leurs papiers dans des journaux coûteux avec des archives d'accès payant. Lors de leur démission, ils ont écrit qu'ils appuyaient le modèle du Journal of Machine Learning Research, dans lequel les auteurs conservaient le droit d'auteur sur leurs publications et les archives étaient disponibles gratuitement sur Internet.

## Référence
1. ↑  (en) « Editorial Board of the Kluwer Journal, Machine Learning: Resignation Letter », SIGIR Forum, vol. 35, no 2,‎ 2001 (lire en ligne)